# Nichtaggressionsprinzip
Das Nichtaggressionsprinzip ist eine der wichtigsten Grundideen des Libertarismus und des Anarchokapitalismus. Die Philosophie des Libertarismus baut auf der Grundlage der Nichtaggression auf, weil jegliche Aggression die Freiheit anderer verletzt. Dieses Prinzip besagt, dass Einsatz von Gewalt oder die Drohung damit ausschließlich als Notwehr und in den Augen einiger Theoretiker als Bestrafung zulässig sind.

## Herleitung
Das Nichtaggressionsprinzip wird damit begründet, dass jeder Mensch alleiniger Eigentümer seines eigenen Körpers ist und das alleinige Verfügungsrecht (die Freiheit, das Eigentum nach eigenem Ermessen unbeschränkt zu nutzen) darüber hat. Dasselbe gilt für den mit Hilfe des eigenen Körpers geschaffenen Wohlstand.